# Eleonora van Vermandois
Eleonora van Vermandois (circa 1148/1149 - 19 juni 1213) was van 1185 tot aan haar dood gravin van Vermandois en Valois. Ze behoorde tot een zijlinie van het huis Capet.

## Levensloop
Eleonora was de jongste dochter van graaf Rudolf I van Vermandois, tevens graaf van Valois en seneschalk van Frankrijk, uit diens tweede huwelijk met Petronella van Aquitanië, dochter van hertog Willem X van Aquitanië.
Ze huwde in totaal vier keer, maar had geen kinderen. Rond 1160 huwde ze met Godfried van Henegouwen (overleden in 1163), graaf van Ostervant en erfgenaam van graaf Boudewijn IV van Henegouwen. Haar tweede echtgenoot was vanaf 1164 graaf Willem IV van Nevers (overleden in 1168). Na diens dood hertrouwde ze rond 1170 met Mattheüs I van de Elzas (1138-1173), graaf van Boulogne. Ten slotte huwde ze rond 1177 met graaf Mattheüs III van Beaumont-sur-Oise (overleden in 1208). Haar vierde huwelijk eindigde rond 1192 in een echtscheiding.
In 1182 overleed Eleonora's zus Elisabeth van Vermandois, gehuwd met Filips van de Elzas, graaf van Vlaanderen. Eleonora probeerde haar erfenis te bemachtigen, maar Filips van de Elzas weigerde Vermandois en Valois af te staan. Haar aanspraken werden echter ondersteund door koning Filips II van Frankrijk, die hoopte om na de dood van de kinderloze Eleonora beide graafschappen te erven. Als gevolg kwam het tot een oorlog tussen de koning van Frankrijk en de graaf van Vlaanderen, die meerdere jaren zou aanslepen. Filips II won de oorlog en bij het Verdrag van Boves, dat in juli 1185 werd gesloten, moest Filips van de Elzas aanzienlijke gebieden afstaan. Eleonora kreeg het onderste deel van Vermandois en Valois toegewezen, maar moest de heerlijkheden Saint-Quentin, Péronne en Ham afstaan. Het nutsgebruik van deze domeinen mocht Filips van de Elzas behouden. Na diens dood in 1191 kreeg ze opnieuw het bezit over Saint-Quentin en Péronne.
Eleonora gold als een geestrijke en vrome vorstin. Ze stichtte de Abdij van Parc-aux-Dames in Auger-Saint-Vincent, hield van de dichtkunst en gaf de opdracht voor het schrijven van het manuscript Roman de Sainte-Geneviève.
Ze stierf in 1213 en werd bijgezet in de Abdij van Longpont. Na haar dood werden Vermandois en Valois opgenomen in de Franse kroondomeinen.

## Voorouders
| Voorouders van Elenora van Vermandois (1148-1213) | Voorouders van Elenora van Vermandois (1148-1213)                          | Voorouders van Elenora van Vermandois (1148-1213)                          | Voorouders van Elenora van Vermandois (1148-1213)                          | Voorouders van Elenora van Vermandois (1148-1213)                          | Voorouders van Elenora van Vermandois (1148-1213)                          | Voorouders van Elenora van Vermandois (1148-1213)                          | Voorouders van Elenora van Vermandois (1148-1213)                          | Voorouders van Elenora van Vermandois (1148-1213)                          |
| ------------------------------------------------- | -------------------------------------------------------------------------- | -------------------------------------------------------------------------- | -------------------------------------------------------------------------- | -------------------------------------------------------------------------- | -------------------------------------------------------------------------- | -------------------------------------------------------------------------- | -------------------------------------------------------------------------- | -------------------------------------------------------------------------- |
| Overgrootouders                                   | Hendrik I van Frankrijk (1008-1060) ∞ 1051 Anna van Kiev (1036-1078)       | Hendrik I van Frankrijk (1008-1060) ∞ 1051 Anna van Kiev (1036-1078)       | Herbert IV van Vermandois (1032-1080) ∞ Adelheid van Vexin (1040-1077)     | Herbert IV van Vermandois (1032-1080) ∞ Adelheid van Vexin (1040-1077)     | Willem IX van Aquitanië (1071-1126) ∞ Filippa van Toulouse (1073-1117)     | Willem IX van Aquitanië (1071-1126) ∞ Filippa van Toulouse (1073-1117)     | Aimery I van Châtellerault (-) ∞ Amalberga (-)                             | Aimery I van Châtellerault (-) ∞ Amalberga (-)                             |
| Grootouders                                       | Hugo I van Vermandois (1053-1101) ∞ Adelheid van Vermandois (1036-1078)    | Hugo I van Vermandois (1053-1101) ∞ Adelheid van Vermandois (1036-1078)    | Hugo I van Vermandois (1053-1101) ∞ Adelheid van Vermandois (1036-1078)    | Hugo I van Vermandois (1053-1101) ∞ Adelheid van Vermandois (1036-1078)    | Willem X van Aquitanië (1099-1137) ∞ Aenor van Chatellerault               | Willem X van Aquitanië (1099-1137) ∞ Aenor van Chatellerault               | Willem X van Aquitanië (1099-1137) ∞ Aenor van Chatellerault               | Willem X van Aquitanië (1099-1137) ∞ Aenor van Chatellerault               |
| Ouders                                            | Rudolf I van Vermandois (1085-1152) ∞ Petronella van Aquitanië (1125-1193) | Rudolf I van Vermandois (1085-1152) ∞ Petronella van Aquitanië (1125-1193) | Rudolf I van Vermandois (1085-1152) ∞ Petronella van Aquitanië (1125-1193) | Rudolf I van Vermandois (1085-1152) ∞ Petronella van Aquitanië (1125-1193) | Rudolf I van Vermandois (1085-1152) ∞ Petronella van Aquitanië (1125-1193) | Rudolf I van Vermandois (1085-1152) ∞ Petronella van Aquitanië (1125-1193) | Rudolf I van Vermandois (1085-1152) ∞ Petronella van Aquitanië (1125-1193) | Rudolf I van Vermandois (1085-1152) ∞ Petronella van Aquitanië (1125-1193) |